# ژان مانوئل امبوم
ژان مانوئل امبوم (زاده ۲۴ فوریه ۲۰۰۰) بازیکن فوتبال آلمانی است که به عنوان هافبک در باشگاه وردربرمن بازی می‌کند. او بازیکن آلمان در رده جوانان و تیم زیر ۲۱ سال است.

## دوران باشگاهی
امبوم اولین بازی حرفه‌ای خود را برای اوردینگن ۰۵ در لیگا ۳ انجام داد و در تاریخ ۲۱ ژوئیه ۲۰۱۹، در بازی خانگی مقابل هالشر اف‌سی در دقیقه ۵۵ به جای دنیس دائوبه وارد زمین شد که بازی با نتیجه ۱–۰ به سود اوردینگن به پایان رسید.
امبوم اولین بازی خود را در بوندس‌لیگا، در هفته دوم فصل ۲۱–۲۰۲۰ انجام داد و در تاریخ ۲۶ سپتامبر ۲۰۲۰، در برد خارج از خانه ۳–۱ مقابل شالکه ۰۴ وارد زمین شد. او در ترکیب ابتدایی قرار داشت و در سمت راست خط میانی بازی کرد.

## زندگی شخصی
امبوم در شهر بوفندن و ایالت نیدرزاکسن با تباری کامرونی متولد شد. در سال ۲۰۲۱، او در مستند اشوارز ادلر (۲۰۲۱) حضور پیدا کرد، مستندی که تجربیات بازیکنان سیاهپوست در فوتبال حرفه‌ای آلمان را شرح می‌دهد.

## آمار بازی
تا تاریخ ۵ دسامبر ۲۰۲۱
| باشگاه             | فصل     | لیگ            | لیگ  | لیگ | حذفی | حذفی | دیگر | دیگر | جمع  | جمع |       |
| باشگاه             | فصل     | لیگ            | بازی | گل  | بازی | گل   | بازی | گل   | بازی | گل  |       |
| ------------------ | ------- | -------------- | ---- | --- | ---- | ---- | ---- | ---- | ---- | --- | ----- |
| وردربرمن ۲         | ۲۰۱۸–۱۹ | لیگ منطقه نورد | ۲۳   | ۱   | –    | –    | -    | -    | ۲۳   | ۱   | [ ۵ ] |
| وردربرمن           | ۲۰۲۰–۲۱ | بوندس‌لیگا      | ۲۱   | ۰   | ۳    | ۱    | -    | -    | ۲۴   | ۱   | [ ۵ ] |
| وردربرمن           | ۲۰۲۱–۲۲ | بوندس‌لیگا ۲    | ۱۲   | ۰   | ۱    | ۰    | -    | -    | ۱۳   | ۰   | [ ۵ ] |
| وردربرمن           | جمع     | جمع            | ۳۳   | ۰   | ۴    | ۱    | ۰    | ۰    | ۳۷   | ۱   | -     |
| اوردینگن ۰۵ (قرضی) | ۲۰۱۹–۲۰ | لیگا ۳         | ۲۸   | ۱   | ۱    | ۰    | –    | –    | ۲۹   | ۱   | [ ۵ ] |
| مجموع              | مجموع   | مجموع          | ۸۴   | ۲   | ۵    | ۱    | ۰    | ۰    | ۸۹   | ۳   | -     |